# Śmierdnica (gmina)
Śmierdnica – dawna gmina wiejska istniejąca w latach 1945–1954 w woj. szczecińskim. Siedzibą władz gminy była Śmierdnica (obecnie osiedle Szczecina).
Gmina Śmierdnica powstała po II wojnie światowej na terenie tzw. Ziem Odzyskanych (tzw. III okręg administracyjny – Pomorze Zachodnie). 28 czerwca 1946 gmina – jako jednostka administracyjna powiatu gryfińskiego – weszła w skład nowo utworzonego woj. szczecińskiego.
Według stanu z 1 lipca 1952 gmina składała się z 4 gromad: Jezierzyce, Kołowo, Płonia i Śmierdnica. Gmina została zniesiona 29 września 1954 wraz z reformą wprowadzającą gromady w miejsce gmin. Jednostki nie przywrócono 1 stycznia 1973 wraz z kolejną reformą reaktywującą gminy, a jej dawny obszar wszedł głównie w skład Szczecina oraz gminy Stare Czarnowo.